# Ronald Unterberger

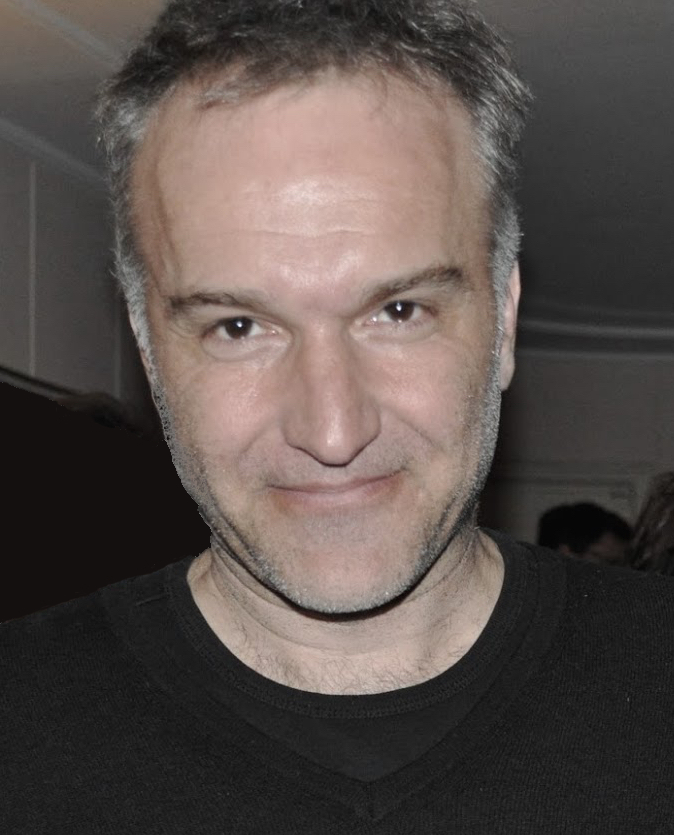
Ronald Unterberger 2016

Ronald Unterberger (* 1970 in Bad Ischl) ist ein österreichischer Filmregisseur, Produzent und Drehbuchautor.

## Leben
Nach seinem Architekturstudium an der TU Wien, das er 2003 bei Will Alsop mit Filmset-Entwürfen und einem Diplomfilm abschloss, in dem virtuelle Hintergründe mit real gedrehten Filmszenen mittels Kameratracking verbunden wurden, besuchte er von 2007 bis 2010 das Filmcollege Wien im Hauptfach Regie. 2011 absolvierte er in Berlin die Master School Drehbuch, gefolgt von der Kaskeline Filmakademie 2012, die er mit dem 30-minütigem Spielfilm Revolutionszelle abschloss. Mit einer Berliner Improgruppe drehte er 2014 den mittellangen Film Maskenmärchen, der auf seiner gleichnamigen Kurzgeschichte basiert. Sein erster abendfüllender Spielfilm Veras Mantel wurde 2017 auf Festivals in Berlin und Tampa uraufgeführt, 2018 in North Carolina mit dem „Board of Directors Award“ ausgezeichnet und am 15. März 2018 auf Prime Video veröffentlicht.
In Bezug auf seine architektonische Vorgeschichte: „Vielleicht sind deshalb Konzept, Struktur und Raum grundlegende Bestandteile seiner Erzählungen, in denen sich die Figuren meist zwischen gruppendynamischer Beeinflussung und individuellen Werten bewegen, und dabei ihre psychologischen Facetten zu politischen werden.“
Ronald Unterberger lebt seit 2011 in Berlin.

## Filmografie

### Regie und Drehbuch
- 2007: Anziehungen
- 2008: Halber Mensch – Vers.1
- 2008: Halber Mensch – Vers.2
- 2009: Auf der Suche nach den verlorenen Werten der österreichischen Sozialdemokratie
- 2009: Die Grenze
- 2010: Matinee
- 2013: Revolutionszelle
- 2014: Maskenmärchen
- 2017: Veras Mantel
- 2018: Wachsmanns erstes Haus
- 2021: Die Grenze

### Kamera
- 2011: Begegnungen
- 2017: Die Unbegleiteten
- 2018: Me Too
- 2018: Wachsmanns erstes Haus

## Auszeichnungen und Nominierungen
- „Veras Mantel“, Ibizacinefest Int’l 2019, ESP
- „Veras Mantel“, Pickurflick Indie Film Festival 2018, Gurgaon, IND
- „Veras Mantel“, Colortape Int’l Film Festival 2018, Brisbane, AUS[6]
- „Veras Mantel“, Nepal American Int’l Film Festival 2018, USA[7]
- „Veras Mantel“, Sarajevo Winter Festival 2018, BIH[6]
- „Veras Mantel“, North Carolina Film Award 2017, USA – *Winner* Board of Directors Award[6]
- „Revolutionszelle“, Genrenale 2017, Berlin, GER[8]
- „Veras Mantel“, San Francisco Int’l New Concept Film Festival 2017, USA
- „Veras Mantel“, Boddinale 2017, Berlin, GER[9]
- „Veras Mantel“, Gasparilla Int’l Film Festival 2017, Tampa, USA[10]
- „Matinee“, Satel Drehbuchstipendium 2010, Vienna, AUT
- „Matinee“, EU XXL Film 2010, Vienna, AUT[11]
- „Anziehungen“, EU XXL Film 2010, Vienna, AUT[11]